# مارتین امیدیک
مارتین امیدیک (انگلیسی: Martin Amedick؛ زادهٔ ۶ سپتامبر ۱۹۸۲) بازیکن فوتبال اهل آلمان است.
از باشگاه‌هایی که در آن بازی کرده‌است می‌توان به باشگاه فوتبال پادربورن، باشگاه فوتبال کایزرسلاوترن، باشگاه فوتبال آرمینیا بیله‌فلد، باشگاه فوتبال بروسیا دورتموند، باشگاه فوتبال آینتراخت فرانکفورت، و باشگاه فوتبال آینتراخت برانشوایگ اشاره کرد.